# Bombycina
Bombycina je ime podsekcije insekata klade Ditrysia u redu koji sadrži leptire i moljce koji imaju dorzalni srčani sud. Podsekcija Bombycina generalno obuhvata moljce i leptire veće veličine u nadfamilijama Bombycoidea, Calliduloidea, Cimelioidea, Drepanoidea, Geometroidea, Noctuoidea, i Papilionoidea, koji imaju beskičmene lutke.